# Henry Benedict Medlicott

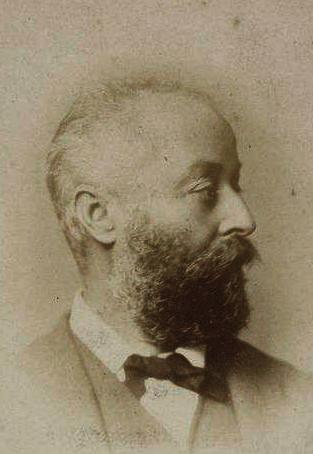
Henry Benedict Medlicott

Henry Benedict Medlicott (* 3. August 1829 in Loughrea, County Galway, Irland; † 6. April 1905) war ein irischer Geologe, der in Indien arbeitete.

## Erziehung
Henry Benedict Medlicott war der Sohn von Samuel Medlicott (1796–1858), Rektor der Church of Ireland in Loughrea, und seiner Frau Charlotte (ca. 1814–1884), Tochter von Henry Benedict Dolphin. Er wurde am Trinity College in Dublin wie auch in Frankreich und Guernsey ausgebildet und erhielt 1850 den BA mit Ehrendiplom der School of Civil Engineering sowie 1870 den MA. Er sprach fließend Französisch und war vertraut mit der Arbeit der französischen Geologen.

## Karriere und späteres Leben
1851 trat er dem Geological Survey of Ireland bei, 1853 dem British Geological Survey. Er arbeitete zunächst mit William Talbot Aveline in Wiltshire, wurde jedoch später von Dr. Thomas Oldham für den Geological Survey of India angeworben und arbeitete in den Rajmahal-Hügeln in der Nähe von Bhagalpur. Im August 1854 verließ er England und wurde Professor der Geologie an der University of Roorkee, wo er bis Oktober 1862 blieb. Während seiner Zeit in Roorkee forschte er in Teilen des Narmadatals und in Bundelkhand (1854/55 sowie 1856/57), arbeitete an der Erforschung der Geologie des Vorderen Himalayas und der Siwalik Beds, einer fossilführenden Gesteinsschicht in den Siwaliks. 1857 diente er als Freiwilliger in der Garnison von Roorkee gegen die Aufständischen des Indischen Aufstands von 1857, und erhielt wegen seiner speziellen Verdienste die Indian Mutiny Medal.
Am 27. Oktober 1857 heiratete er Louisa Maunsell in Landour, mit der drei Töchter und drei Söhne hatte. Louisa war die Tochter des Reverend Daniel Henry Maunsell, Vikar in Balbriggan, County Dublin.
Zusammen mit seinem Bruder J. G. Medlicott untersuchte er das Kambrium des Vindhyagebirges und konnte die Unterschiede zum Kambrium von Gondwana herausarbeiten. Von ihm soll die Bezeichnung Gondwana stammen (1872, ursprünglich für Schichten des Perm in Nord-Indien und nach dem Sanskrit für Wald der Gond), später von Eduard Suess auf den Superkontinent Gondwana übertragen nach der Glossopteris-Flora der Schichten, die sich auf vielen Kontinenten fand. Später arbeitete er in verschiedenen Gebieten Indiens, so zum Beispiel in Süd-Rewa, Bihar, Assam, in den Khasi-Bergen, Rajputana, Kaschmir, den Satpura-Ketten und den Garo-Bergen. Am 1. April 1876 folgte er Dr. Oldham als Leiter des Department of Geology, sein Dienstort war Kalkutta. 1885 wurde der mit der Stelle verbundene Titel von Superintendent auf Direktor geändert.
1877 wurde er zum Fellow of the Royal Society (FRS) gewählt – auch wenn er im Schriftverkehr den ihm zustehenden Titel nie brauchte – und wurde 1888 mit der Wollaston-Medaille der Geological Society of London ausgezeichnet. Er war Fellow of Calcutta University und zwischen 1879 und 1881 Präsident der Asiatic Society of Bengal.
Er schrieb 1879 das Manual of the Geology of India (Handbuch der Geologie von Indien) zusammen mit William Thomas Blanford und war Mitherausgeber der paläontologischen Zeitschrift Paleontologica Indica.